# Dicranomyia hawaiiensis
Dicranomyia hawaiiensis är en tvåvingeart som beskrevs av Grimshaw 1901. Dicranomyia hawaiiensis ingår i släktet Dicranomyia och familjen småharkrankar. Inga underarter finns listade i Catalogue of Life.